# Diagrama de Feynman

En este diagrama de Feynman, un electrón y un positrón se aniquilan, produciendo un fotón (representado por la onda sinusoidal azul) que se convierte en un par quark-antiquark, después de lo cual el antiquark irradia un gluón representado por la hélice verde).

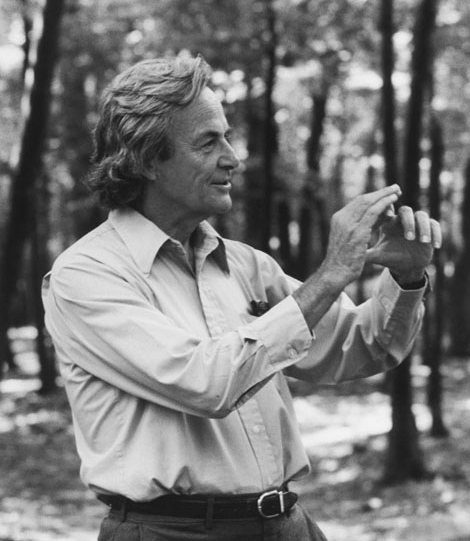
Richard Feynman en 1984

Los diagramas de Feynman en física, son gráficos que representan las trayectorias de las partículas en las fases intermedias de un proceso de colisión para resolver de manera eficaz los cálculos implicados en dicho proceso, procedentes de la teoría cuántica de campos. Su autor es el físico estadounidense Richard Feynman que los introdujo por primera vez en 1948, publicándose su caracterización en un famoso artículo de 1949. También son utilizados en otras teorías para resolver problemas de muchos cuerpos como en la física del estado sólido. El problema de calcular secciones eficaces de dispersión en física de partículas se reduce a sumar sobre las amplitudes de todos los estados intermedios posibles, en lo que se conoce como expansión perturbativa. Estos estados se pueden representar por los diagramas de Feynman cuyo cálculo resulta menos complejo y más ilustrativo que el proveniente de la expresión matemática directa. Sin embargo, han de sumarse todos los términos del desarrollo perturbativo y, en ocasiones, puede no resultar convergente. Feynman mostró cómo calcular las amplitudes del diagrama usando, las así llamadas, reglas de Feynman, que se pueden derivar del lagrangiano subyacente al sistema. Cada línea interna corresponde a un factor del propagador de la partícula virtual correspondiente; cada vértice donde las líneas se reúnen da un factor derivado de un término de interacción en el lagrangiano, y las líneas entrantes y salientes determinan restricciones en la energía, el momento y el espín.
Además de su valor como técnica matemática, los diagramas de Feynman proporcionan penetración física profunda a la naturaleza de las interacciones de las partículas. Las partículas obran recíprocamente en cada modo posible; de hecho, la partícula «virtual» intermediaria se puede propagar más rápidamente que la luz. La probabilidad de cada resultado entonces es obtenida sumando sobre todas tales posibilidades. Esto se liga a la formulación integral funcional de la mecánica cuántica, también inventada por Feynman —véase la formulación integral sobre trayectorias.
El uso ingenuo de tales cálculos produce a menudo diagramas con amplitudes infinitas, lo que es intolerable en una teoría física. El problema es que las auto-interacciones de las partículas han sido ignoradas erróneamente. La técnica de la renormalización, iniciada por Feynman, Schwinger, y Tomonaga, compensa este efecto y elimina los términos infinitos molestos. Después de realizada la renormalización, los cálculos de diagramas de Feynman emparejan a menudo resultados experimentales con exactitud muy buena. El diagrama de Feynman y los métodos de la integral de trayectorias también se utilizan en la mecánica estadística.
Murray Gell-Mann se refirió siempre a los diagramas de Feynman como diagramas de Stückelberg, por el físico suizo Ernst Stückelberg que ideó una notación similar.

## Interpretación
Los diagramas de Feynman son realmente una manera gráfica de no perder de vista los índices de Witt como la notación gráfica de Penrose para los índices en álgebra multilineal. Hay varios diversos tipos para los índices, uno para cada campo (éste depende de cómo se agrupan los campos; por ejemplo, si el campo del quark «up» y el campo del quark «down» se tratan como campos diversos, entonces habría diversos tipos asignados a ambos pero si se tratan como un solo campo de varios componentes con sabores, entonces sería solamente un tipo); los bordes, (es decir los propagadores) son tensores de rango (2.0) en la notación de Witt (es decir con dos índices contravariantes y ninguno covariante), mientras que los vértices de grado n son tensores covariantes de rango n que son totalmente simétricos para todos los índices bosónicos del mismo tipo y totalmente antisimétricos para todos los índices fermiónicos del mismo tipo y la contracción de un propagador con un tensor covariante de rango n es indicado por un borde incidente a un vértice (no hay ambigüedad con cual índice contraer porque los vértices corresponden a los tensores totalmente simétricos). Los vértices externos corresponden a los índices contravariantes no contraídos.
Una derivación de las reglas de Feynman que usa integral funcional gaussiana se da en el artículo integral funcional. Cada diagrama de Feynman no tiene una interpretación física en sí mismo. Es solamente la suma infinita sobre todos los diagramas de Feynman posibles lo que da resultados físicos.
Desafortunadamente, esta suma infinita es solamente asintóticamente convergente.

## Significado y aplicación
Los diagramas de Feynman son una representación gráfica abstracta de las interacciones entre partículas que se describirán matemáticamente por densidades de Lagrange {\displaystyle {}_{\mathcal {L}}}. Por ejemplo, la interacción entre los electrones y los fotones se describe mediante la siguiente función de Lagrange:
{\displaystyle {\mathcal {L}}=\mathbf {\Psi ^{\dagger }} \mathbf {\gamma } ^{0}\left(i\mathbf {\gamma } ^{\mu }\,\mathbf {\partial } _{\mu }-e\mathbf {\gamma } ^{\mu }\,\mathbf {A} _{\mu }+m\right)\mathbf {\Psi } -{\frac {1}{4}}(\mathbf {\partial } _{\nu }\mathbf {A} _{\mu }-\mathbf {\partial } _{\mu }\mathbf {A} _{\nu })\,(\mathbf {\partial } ^{\nu }\mathbf {A} ^{\mu }-\mathbf {\partial } ^{\mu }\mathbf {A} ^{\nu })}
En esta expresión, {\displaystyle \mathbf {\Psi } } es el electrón (o positrón) con su correspondiente rotación, expresado como un campo en forma de vector columna; {\displaystyle \mathbf {\Psi ^{\dagger }} } es su campo complejo conjugado expresado como un vector fila;{\displaystyle \ e}  es la carga eléctrica del electrón; {\displaystyle \ m} es la masa del electrón; {\displaystyle \mathbf {\gamma } ^{\mu }} son las matrices de Dirac y {\displaystyle \mathbf {A} _{\mu }}, el correspondiente potencial vectorial electromagnético del fotón. La derivada {\displaystyle \mathbf {\gamma } ^{\mu }\,\mathbf {\partial } _{\mu }} representa la propagación de las partículas en el espacio-tiempo, durante la expresión {\displaystyle e\mathbf {\gamma } ^{\mu }\,\mathbf {A} _{\mu }} mediante la que se acopla la carga eléctrica del electrón con el fotón. Los índices {\displaystyle \mu } y {\displaystyle \nu } son las cuatro dimensiones del espacio de Minkowski ({\displaystyle \mu \in \{ct,x,y,z\}}). Se considera la notación de Einstein. El producto de los dos campos rotacionales se calcula en términos de una multiplicación de matrices, es decir, que corresponde a un escalar porque el primero de los campos es un vector fila y el segundo es un vector columna.
Estas expresiones son generalmente muy complicadas, pero se pueden traducir claramente en los correspondientes diagramas de Feynman que proporcionan una presentación simplificada y clara. Sin embargo, los diagramas de Feynman no permiten evitar por completo el uso de las expresiones matemáticas, necesarias para el cálculo de los valores resultantes.
Por lo general, los diagramas de Feynman se utilizan en el cálculo de la dispersión de los procesos en las teorías cuánticas de campos relativistas, como por ejemplo en la electrodinámica cuántica. Para este propósito se calcula la distribución de probabilidad de un estado mediante un desarrollo en serie de potencias por una constante de acoplamiento, función de la suma de todos los diagramas de Feynman válidos. Posteriormente, se calculan las amplitudes individuales posibles para cada estado.
Además, los diagramas de Feynman se utilizan en la física del estado sólido no relativista (especialmente en la física de muchos cuerpos) y en física estadística.

## Construcción
Los diagramas de Feynman se componen de agrupaciones de símbolos básicos, representando ciertos tipos de partículas elementales. Los fermiones (partículas materiales) están de acuerdo con la convención habitual de representarse mediante líneas continuas con flecha. La flecha indica con su sentido si se trata de una partícula (en la dirección de tiempo) o una antipartícula (en contra de la dirección del tiempo). Casualmente, a menudo se presentan antipartículas, cuyo movimiento no tiene el significado físico que les atribuye el diagrama. Para las letras de las líneas de partículas y antipartículas, hay varias convenciones. En la mayoría de los casos se escribe el símbolo exacto de la partícula. Sin embargo, algunos autores utilizan una notación más corta y más general, que puede referirse tanto a la partícula como a la antipartícula (por ejemplo, {\displaystyle e} en lugar de {\displaystyle e^{+}} o de {\displaystyle e^{-}} ), ya que la información, si se trata de una partícula o una antipartícula, ya va indicada en la dirección de la flecha. La dirección del eje de tiempo unas veces se elige de abajo arriba, y otras veces de izquierda a derecha.
Los bosones, elementos que median en la interacción entre partículas, por lo general son representados mediante líneas onduladas o espirales, dependiendo de la interacción representada. Las partículas escalares se representan típicamente con líneas discontinuas. Hay algunas excepciones a estas reglas generales, por ejemplo, los bosones W pueden ser simbolizados como líneas discontinuas.
En los gráficos que figuran a continuación, el tiempo se muestra de izquierda a derecha:
| Símbolo | Significado                                                                    |
| ------- | ------------------------------------------------------------------------------ |
|         | Fermión                                                                        |
|         | Antifermión                                                                    |
|         | Bosones gauge en la interacción débil                                          |
|         | Gluón g en la interacción fuerte                                               |
|         | Bosón de Higgs (o en general bosones escalares, raro para bosones vectoriales) |
|         | Terminador (por ejemplo, interacción del bosón de Higgs con un condensado)     |

Además, las etiquetas se utilizan para definir a qué partícula elemental se hace referencia:
| Símbolo | Significado |
| ------- | ----------- |
|         | Electrón    |
|         | Positrón    |
|         | Muon        |
|         | Neutrino    |

| Símbolo | Significado |
| ------- | ----------- |
|         | Fotón       |
|         | Bosón Z     |
|         | Bosón W+    |
|         | Bosón W−    |

Los diagramas de Feynman tienen líneas externas que convergen en puntos de interacción. Las líneas internas conectan pares de puntos de interacción. Las líneas externas corresponden a partículas entrantes y salientes. Los puntos de interacción donde las líneas se encuentran, también se llaman vértices. En los vértices se pueden crear, destruir o dispersar partículas.
Siempre con el tiempo representado de izquierda a derecha, la rotación alrededor de un vértice lleva a diferentes interpretaciones:

Procesos de Confluencia y Divergencia
Fusión entre electrón y positrón liberando un fotón
Emisión de un fotón por un electrón
Absorción de un fotón por un positrón
Descomposición de un fotón en un electrón y un positrón

Debe señalarse que un diagrama de Feynman se compone exclusivamente de partículas conectadas mediante vértices contiguos.

## Propagadores
Las líneas interiores son llamadas propagadores y se interpretan como partículas virtuales que no pueden ser observadas. Debido a esto, hay una ambigüedad. Cualquier pareja de gráficos con las mismas líneas de entrada y de salida son equivalentes, y se pueden sumar entre sí.

## Ejemplos
Dispersión de Møller
Para el cálculo de la dispersión de dos fermiones ―dispersión de Møller― se tienen en cuenta los diagramas de Feynman con dos electrones de entrada y dos de salida.
Las imágenes muestran la dispersión en el orden más bajo (a nivel de árbol). Las cuatro líneas externas representan los fermiones entrantes y salientes y la línea de eje interior virtual representa los fermiones que genera la interacción electromagnética.

Dos fermiones (por ejemplo, electrón y positrón) con un bosón de mediación virtual (por ejemplo, un fotón)
Un diagrama equivalente de dispersión de Møller con un propagador diferente

Cada uno de estos diagramas se corresponde con una contribución a la dispersión, todo el proceso de difusión está representado por la suma de todos los diagramas.
Efecto Compton
Como otro ejemplo, a continuación figura el efecto Compton analizado en el orden más bajo. Una vez más, los posibles diagramas se suman.
| Efecto Compton = |  | + |  |

El cálculo de estos casos de dispersión y en general, las reglas de expresiones matemáticas, que corresponden a las líneas y vértices de los diagramas de Feynman, se pueden encontrar en muchos libros de texto de física de partículas (ver enlaces).

## Bucles
Además de los diagramas con estructura de árbol, el software para el cálculo exacto de los llamados diagramas en bucle son de la mayor importancia.

{\displaystyle A_{0}^{0}} ningún bucle (árbol)
{\displaystyle A_{1}^{0}} un bucle (1-loop)
{\displaystyle A_{2}^{0}} dos bucles (2-loop)
{\displaystyle A_{2}^{1}} dos bucles (2-loop)

Los posibles diagramas de Feynman se pueden clasificar por el número de bucles internos a medida que se conoce el fin de cada bucle, y como parte de un desarrollo en serie se suman:
{\displaystyle P=\sum _{n=0}^{\infty }\left(\sum _{\nu }A_{n}^{\nu }\right)\alpha ^{n}=A_{0}^{0}\,\alpha ^{0}+A_{1}^{0}\,\alpha ^{1}+(A_{2}^{0}+A_{2}^{1})\,\alpha ^{2}+\ldots } .
Hay una cantidad indefinida de diagramas posibles. Sin embargo, las contribuciones de orden superior dependen de las potencias correspondientes determinadas a partir de las constantes de acoplamiento {\displaystyle \alpha } hasta anularlas. Las contribuciones de orden suficientemente alto son entonces numéricamente insignificante de acuerdo con la hipótesis de trabajo de la teoría de perturbaciones, ya que tienen un efecto mínimo sobre el resultado final.

## Reglas de Feynman
Las reglas de Feynman describen qué interacciones son posibles y cuáles no lo son.

### Fotones
Los fotones interactúan con todas las partículas elementales cargadas eléctricamente. Representación para electrones y muones:

Interacción entre electrones, positrones y fotones
Interacción entre muones y fotones

### Bosones Z
El bosón Z interactúa entre todas las demás partículas elementales del modelo estándar con la excepción de los gluones; simultáneamente, los fotones sólo interactúan con los bosones W. En particular, los neutrinos ({\displaystyle \nu _{1}}, {\displaystyle \nu _{2}} y {\displaystyle \nu _{3}}) no tienen ninguna interacción con los fotones. Por lo tanto, en este caso se deberá dar la generación y detección de bosones Z y de bosones W.

Interacción entre bosón Z y neutrinos
Interacción entre electrones, positrones y bosón Z
Interacción entre muones, anti-muones y bosón Z

### Bosones W
El bosón W media entre neutrinos por un lado y leptones con carga l (electrones, muones y tauones) por otro. Entre quarks del tipo up y down, el bosón W es el portador de la carga eléctrica positiva (W+) o negativa (W−). Debido a la carga eléctrica, la interacción del bosón W está sujeta a la presencia del fotón. Además, interactúa con el bosón Z y con otros bosones W.

Interacción entre la carga negativa de leptones, neutrinos y bosón W
Interacción entre los neutrinos, leptones con carga positiva y el bosón W
Interacción entre los dos bosones W con carga diferente (la línea de tiempo corre de arriba abajo)
Interacción entre los dos bosones W con carga diferente y dos fotones (la línea de tiempo corre de arriba abajo)
Interacción entre los dos bosones W con carga diferente y dos bosones Z (la línea de tiempo corre de arriba abajo)
Interacción entre los dos bosones W con carga diferente, un bosón Z y un fotón (la línea de tiempo corre de arriba abajo)

Los bosones W son especialmente interesantes porque tienen permitido el cambio de «sabor». Esto significa que el número de electrones, neutrinos, etc. puede cambiar. Esta característica juega un papel importante acerca de la desintegración beta.
| {\displaystyle \mathrm {n} \to \mathrm {p} +\mathrm {e} ^{-}+{\overline {\nu }}_{e}} | {\displaystyle \mathrm {p} \to \mathrm {n} +\mathrm {e} ^{+}+\nu _{e}} |

### Gluones

Representación gráfica de la neutralización de las cargas a imagen de la mezcla de los colores rojo, verde y azul, y de cada color con los otros dos colores

Los gluones median en la interacción fuerte entre quarks.
Los quarks tienen una «carga de color» libremente asociada. En contraste con la carga eléctrica, que sólo presenta dos valores («positivo» (+) y «negativo» (−)), la carga de color de los quarks presenta múltiples posibilidades. Los gluones son los responsables del equilibrio entre los «colores» asociados a cada partícula: «rojo», «verde» y «azul», y de sus opuestos: «anti-rojo» («cian»), «anti-verde» («magenta»), y «anti-azul» («amarillo»). En cada interacción, la neutralización de colores entre los quarks con cargas de color {rojo, verde, azul}, {cian, magenta, amarillo}, {rojo, cian}, {verde, magenta} o {azul, amarillo} se verifica a través de los gluones.
Las partículas con tres quarks son los bariones (que incluyen por ejemplo a protones y neutrones). Las partículas de dos quarks son los mesones denominados «quarks libres», que se unen inmediatamente a bariones o mesones por la acción de los gluones transmisores de la fuerza fuerte.
Matemáticamente, los gluones forman una estructura algebraica asimilable al grupo unitario especial SU(3) de las matrices hermíticas sin traza de dimensión 3 × 3. Por lo tanto, hay ocho (32 − 1) gluones diferentes.
Los gluones llevan dos cargas de color. Por lo tanto ellos mismos están sujetos a la interacción fuerte, y por lo tanto se pueden conectar consigo mismos. Por lo tanto, teóricamente también podrían producirse bolas de gluones sin la intervención de quarks. Sin embargo, esta configuración aún no ha sido detectada.

### Bosones de Higgs
El bosón de Higgs interactúa con todas las partículas elementales masivas, es decir, también consigo mismo (auto-interacción). Únicamente no hay interacción con fotones y gluones. El modelo estándar demuestra que las partículas elementales obtienen su masa exclusivamente por esta interacción (véase mecanismo de Higgs).

## Tipos de diagramas de Feynman
Diagramas conexos
Si cada vértice está conectado a través de líneas internas y a otros vértices entre sí, la tabla se define como contigua, de otro modo es incoherente. En cada porción contigua del diagrama, la suma de las energías, los impulsos y cargas de las partículas entrantes es igual a la suma de las energías, los impulsos y cargas de las partículas salientes.
Diagramas irreducibles
Si cuando se corta por cualquier punto el diagrama se generan siempre dos gráficas inconexas, se dice que el diagrama es irreducible. En caso contrario, no pueden ser simplificados sistemáticamente como un producto de integrales simples.
Diagramas amputados
Con una variación gráfica (relativa a las auto-energías) en función de la distancia de las líneas exteriores, por lo que se llaman diagramas «amputados».
Diagramas de auto-energía
Un grafo con un lazo, líneas exteriores y sólo dos vértices se denomina (después de la amputación) Diagrama de auto-energía. Su valor depende solamente de la energía y el momento que fluye a la otra, además del giro por las líneas externas y un vértice.
Diagramas en esqueleto
Un gráfico sin subdiagramas de auto-energía se denomina un diagrama en esqueleto.

## Estado Sólido. Analogía física
El traslado de la teoría común a la física del estado sólido se obtiene estableciendo una equivalencia entre ondas electromagnéticas (fotones) y ondas sonoras sobre una red cristalina (fonones). En términos de la teoría de Feynman, la cuantía de las ondas sonoras se interpreta en forma de electrones. Las corrientes inversas no se interpretan como positrones en el sentido de la electrodinámica cuántica, sino como defecto de electrones. De esta manera pueden reescribirse diagramas esenciales capaces de explicar fenómenos como la superconductividad, la emisión de electrones, la polarización, o la piezoelectricidad.
En todos estos procesos de interacción, la suma de las energías (distribución de frecuencias {\displaystyle \hbar }) o de los pulsos (distribución de los números de onda {\displaystyle \hbar }), se concluye que los diagramas mostrados son capaces de satisfacer expresiones matemáticas bien definidas para las amplitudes de interacción.

## En la cultura popular
Este diagrama aparece en el decimotercer capítulo de la primera temporada de la serie televisiva The Big Bang Theory. También aparece en esta misma serie la furgoneta de Feynman, donde pueden verse dibujados estos diagramas.